# Pandanus sylvaticus
Pandanus sylvaticus är en enhjärtbladig växtart som beskrevs av Benjamin Clemens Masterman Stone. Pandanus sylvaticus ingår i släktet Pandanus och familjen Pandanaceae. Inga underarter finns listade.